# Tabita Rezaire

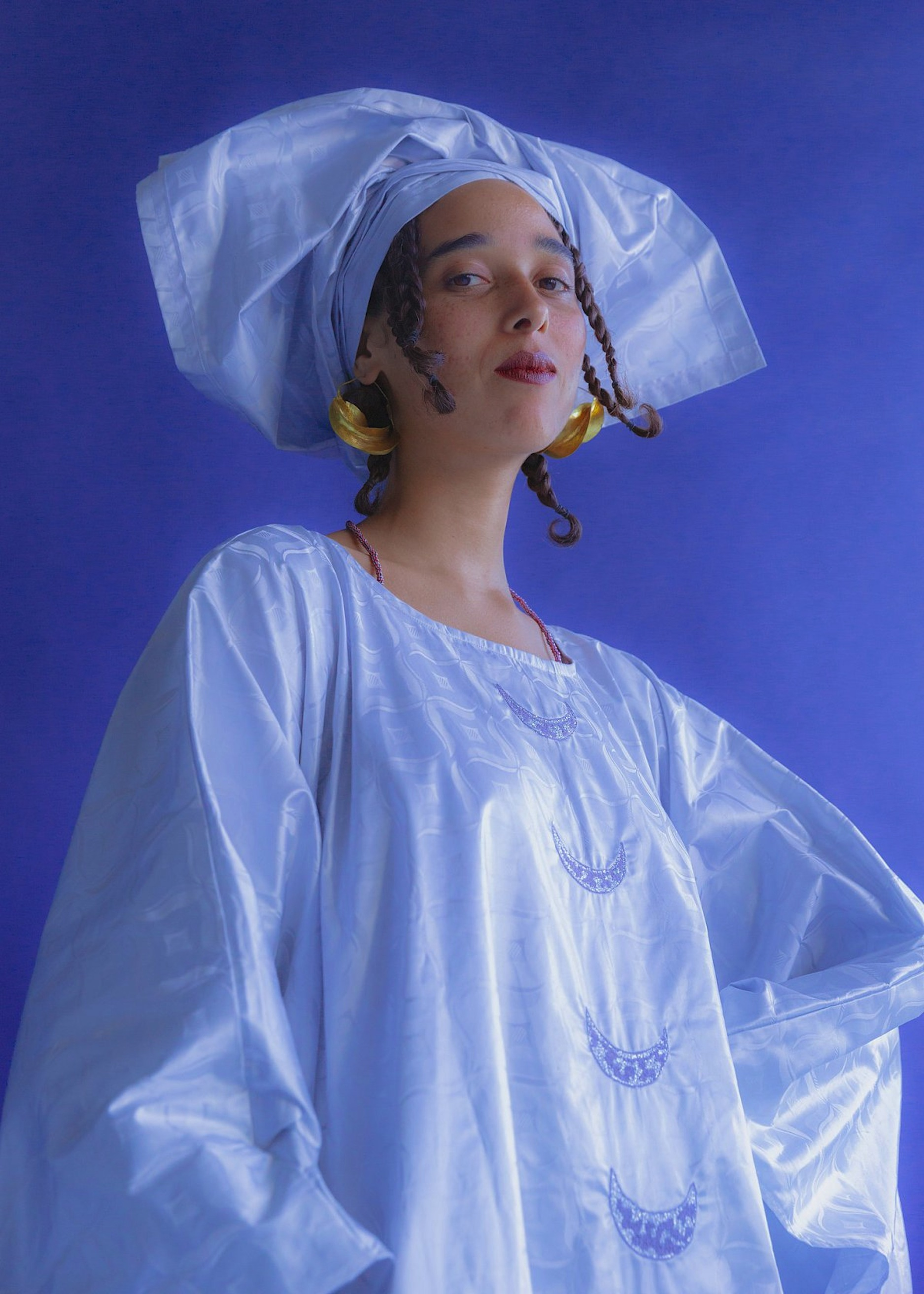
Tabita Rezaire (2020)

Tabita Rezaire (* 1989 in Paris, Frankreich) ist eine zeitgenössische Künstlerin, kemetische Kundalini-Yoga-Lehrerin sowie Gongtherapeutin.

## Leben
Rezaire wuchs in Paris auf. Von 2007 bis 2010 absolvierte sie ein BWL-Studium an der Universität Paris-Dauphine und der Copenhagen Business School. Im Anschluss machte sie ihren Master of Research Art im Fach Moving Image am Central Saint Martins College of Art and Design in London, Großbritannien.
Sie lebt und arbeitet gegenwärtig in Cayenne, Französisch-Guyana.

## Ausstellungen
Sie hatte ihre erste Einzelausstellung Exotic Trade im Jahr 2017 in der Goodman Gallery, Kapstadt, Südafrika. Rezaires Arbeiten waren unter anderem in Ausstellungen im deutschsprachigen Raum im Migros Museum, Zürich (Producing Future – An exhibition on post cyber feminism, 2019), im ZKM, Karlsruhe (Digital Imaginaries – Africas in Production, 2018/19) und im Hartware Medienkunstverein, Dortmund (Computer Grrrls, 2018/19) zu sehen. Darüber hinaus war sie Teil weiterer zahlreicher internationaler Ausstellungen und Biennalen unter anderem der Interstitial Gallery, Seattle (2018) und dem Musée d’art moderne de la Ville de Paris (MAM), Paris (2016) sowie der Vienna Biennale  (2019), Athens Biennale (2018), der Moscow International Biennale for Young Art (MIBYA) in Moskau (2018), der Kochi-Muziris Biennale in Kochi (2018), der Berlin Biennale (2016) und der Dakar Biennale (2014).

## Werk und künstlerisches Schaffen
Rezaire arbeitet hauptsächlich mit audiovisuellen und performativen Medien. Ihre Kunstwerke entstehen häufig auf der Grundlage von Recherchen. Im Zentrum ihrer künstlerischen Arbeit stehen Themen wie Kolonialismus und Technologie und deren Auswirkungen auf Identität, Technologie, Sexualität, Gesundheit und Spiritualität.
In ihrer Videoarbeit Afro Cyber Resistance (2014) adressiert Rezaire die westliche, eurozentrische Natur des Internets und die ihm innewohnende White Supremacy. Sie ruft zu einem Widerstand im digitalen Raum auf, um das Internet zu dekolonisieren.
In der Gruppenausstellung Technoschamanismus (2021/22) rekonstruiert Rezaire in Mamelles ancentrales einen der zahlreichen Steinkreise aus dem westafrikanischen Senegambia, die inzwischen als Weltkulturerbe ausgewiesen sind. In ihrer Installation ist im Zentrum ein riesiger Bildschirm in der Horizontalen aufgebaut, der einen computergenerierten Bilderstrom über das mythische Wissen von Kosmos zeigt.

## Zusammenarbeit
Rezaire arbeitet zusammen mit Alicia Mersy als Künstlerinnenkollektiv Malaxa. Außerdem ist sie ein Gründungsmitglied von SENEB und NTU, zusammen mit Bogosi Sekhukhuni und Nolan Oswald Dennis.